# Фтиотида
Фтиоти́да (греч. Φθιώτιδα) — один из 51 номов Греции (греч. Νομός Φθιώτιδας), с 2011 года — одна из 74 периферийных единиц Греции (Περιφερειακή Ενότητα Φθιώτιδας) в периферии Центральная Греция, исторический район на юго-востоке Фессалии. Административный центр — Ламия. Площадь 4440,765 км². Плотность 35,63 человека на квадратный километр. Население 158 231 человек по переписи 2011 года.
Номы Фтиотида и Фокида созданы 31 марта 1943 года (ΦΕΚ 72Α) при разделении нома Фтиотида и Фокида (Νομός Φθιώτιδος και Φωκίδος).
Фтиотида (др.-греч. Φθιῶτις) означает «область Фтии» (от Φθία + -ιώτης). В честь фессалийского города Фтии назван астероид (189) Фтия, открытый в 1878 году.
Согласно древнегреческой мифологии здесь жила Кирена, до того как её унёс в Ливию Аполлон. Легендарный герой «Илиады» — Ахилл, согласно Гомеру, был сыном Пелея, царя Фтиотиды.

## Уроженцы
- Холевас, Димитриос (1907—2001) — архипресвитер, православный греческий священник и видный член Сопротивления.